# Dwergwatertor
De dwergwatertor (Hydroporus planus) is een keversoort uit de familie waterroofkevers (Dytiscidae). De wetenschappelijke naam van de soort is voor het eerst geldig gepubliceerd in 1782 door Fabricius.